# Minga et la Cuillère cassée
Pour plus de détails, voir Fiche technique et Distribution.
Minga et la Cuillère cassée est un film d'animation camerounais réalisé par Claye Edou, produit par le studio Cledley Productions et sorti en 2017. Libre adaptation d'un conte camerounais, le film met en scène les aventures d'une orpheline chassée par sa mère adoptive pour avoir cassé une simple cuillère. Le film emploie la technique du dessin animé en deux dimensions.

## Résumé
Minga, jeune orpheline, est hébergée par une marâtre, Mami Kaba, qui la tourmente et l'accable de corvées. Un jour, en faisant la vaisselle, Minga casse une cuillère par mégarde. Mami Kaba se met dans une colère disproportionnée et la chasse de chez elle en lui ordonnant de retrouver la cuillère de sa mère pour remplacer celle qu'elle a cassée. Minga doit désormais survivre seule et va vivre de nombreuses aventures.

## Fiche technique
- Titre : Minga et la Cuillère cassée
- Réalisation : Claye Edou
- Studio de production : Cledley Productions
- Langue : français
- Durée : 80 minutes
- Date de sortie : Cameroun : 25 novembre 2017

## Distribution (voix françaises)
- Danielle Bonam : Minga
- Anthericis : Mami Kaba
- Alexis Bell : Lobe
- Anicet Simo : Bakam
- Danice Youngue : Abena
- Eric Ze : la panthère
- Gisèle Ngoungounre : Maman Bella

## Conception du film
Minga et la Cuillère cassée est conçu et réalisé par Claye Edou, qui fonde pour cela le studio Cledley Prods. L'histoire s'inspire librement d'un conte camerounais, La Cuillère cassée, paru dans le recueil Les Contes du Cameroun de Charles Binam Bikoi et Emmanuel Soundjock dans les années 1970. Le film est entièrement conçu et produit au Cameroun. Son budget est d'environ 25 000 000 de francs CFA. Minga et la cuillère cassée est présenté comme le premier long-métrage animé entièrement réalisé au Cameroun,. Un long-métrage d'animation avait déjà été réalisé par un Camerounais : Turbulences, film d'animation en images de synthèse de Daniel Kamwa, mais il n'avait pas été entièrement produit au Cameroun,.
La bande originale du film, et notamment la chanson « La Cuillère cassée », est composée et interprétée par Dynastie Le Tigre,. Le film contient sept chansons.

## Distribution
Le film est projeté en 2018 dans plusieurs festivals internationaux. Il est présenté pour la première fois au Canada lors du 34e Festival international de cinéma Vues d'Afrique à Montréal (Québec) en avril 2018. Il est projeté au 13e festival Cinémas d'Afrique à Lausanne en août 2018. Le film est projeté à Paris dans le cadre du Festival international des films de la diaspora africaine en septembre 2018.
À la télévision, Minga ou la Cuillère cassée est diffusé début juin 2018 sur les chaînes du réseau Canal Olympia (réseau couvrant le Bénin, le Togo, le Burkina Faso, le Cameroun, le Niger, le Sénégal et la Guinée Conakry).

## Distinctions
- Mention spéciale lors du 22e Festival Écrans noirs à Yaoundé-Douala en juillet 2018[13].
- Award du meilleur long métrage lors du 1er festival du film d'animation d'Abidjan en juillet 2018[14]